# Шарль Мессьє
Шарль Мессьє́ (фр. Charles Messier; 26 червня 1730, Бадонвіль, Лотарингія — 12 квітня 1817, Париж) —  французький астроном, член Паризької Академії наук (1770). Кавалер Ордену Почесного легіону.

## Наукові досягнення

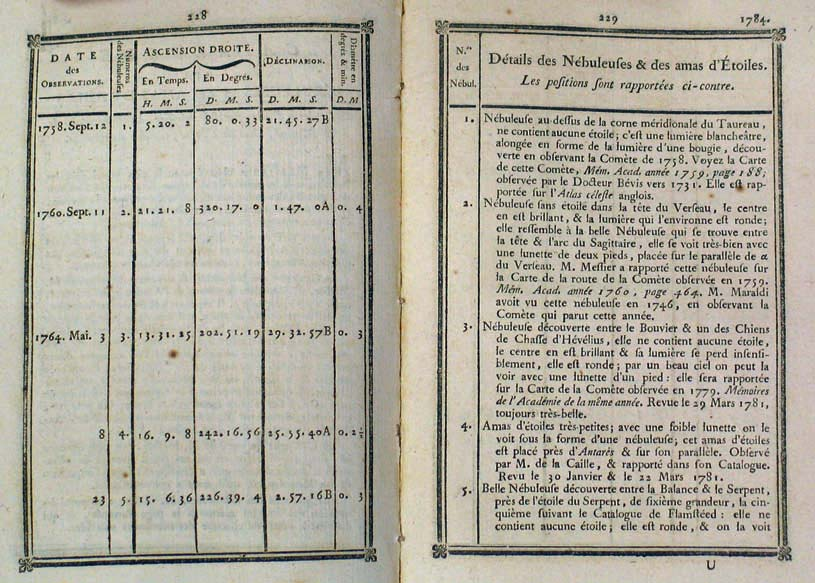
Каталог Мессьє

Систематично вів пошуки нових  комет. У 1763 - 1802 роках відкрив 13 комет, у тому числі короткоперіодичну комету D/1770 L1 (старе позначення 1770 I), названу пізніше ім'ям Лекселя. 

Склав  каталог кометоподібних об'єктів. Перше видання каталогу вийшло в 1774 і містило 45 об'єктів. Друге видання каталогу (1781) містило 103 об'єкта. Сучасна його версія містить 110 об'єктів, з яких більше 60 відкрито самим Мессьє. Це пов'язано з тим, що у  XX столітті каталог доповнювався: до нього вносили об'єкти, які Шарль спостерігав, але сам до каталогу не включив. Для багатьох об'єктів наданий Мессьє номер дотепер залишається основною назвою.

На честь Шарля Мессьє названі  кратер Мессьє на Місяці в Морі Достатку та астероїд 7359 Мессьє.

## Біографія

### Дитинство та юність

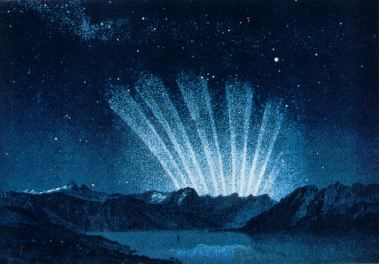
Велика комета 1744

Шарль Мессьє народився 26 червня 1730 в Бадонвілі, який в ті роки належав герцогству Зальм. Його батьком був придворний бейліф Нікола Мессьє (1682—1741), а матір'ю — Франсуаза Мессьє. Мессьє був десятою дитиною в сім'ї. Сім'я Мессьє мала значне багатство, а також зв'язки у високих колах, які багато в чому визначили кар'єру Шарля.
Ніколя Мессьє помер, коли Шарлю було 11 років. Турботу про родину взяв у свої руки старший з дітей Мессьє, Гіацинт, який був старший за Шарля на 13 років. У той час він працював аукціоністом, і взяв Шарля в учнівство до своєї контори. У завдання Шарля Мессьє переважно входила робота з документами. Учнівство дало Шарлю багато умінь, що опинилися корисними в його майбутній кар'єрі: хороші навички письма і малюнка, акуратність і пунктуальність . Тоді ж прокинувся інтерес Шарля до  астрономії: у 1744 році він спостерігав шість хвостів комети C/1743 X1 (Шезо) (Велику комету 1744 року), а в 1748 — кільцеподібне сонячне затемнення .
У 1751 року герцогство Зальм увійшло до складу герцогства Лотарингія, яке також незабаром втратило свою незалежність і стало частиною  Франції. Друг сім'ї допоміг Шарлю Мессьє, якому тоді виповнився 21 рік, влаштуватися асистентом в нещодавно створену обсерваторію військово-морського флоту в Парижі; вирішальну роль при цьому відіграв не інтерес Мессьє до астрономії, а його навички каліграфії.

### 1751—1757. Обсерваторія військово-морського флоту

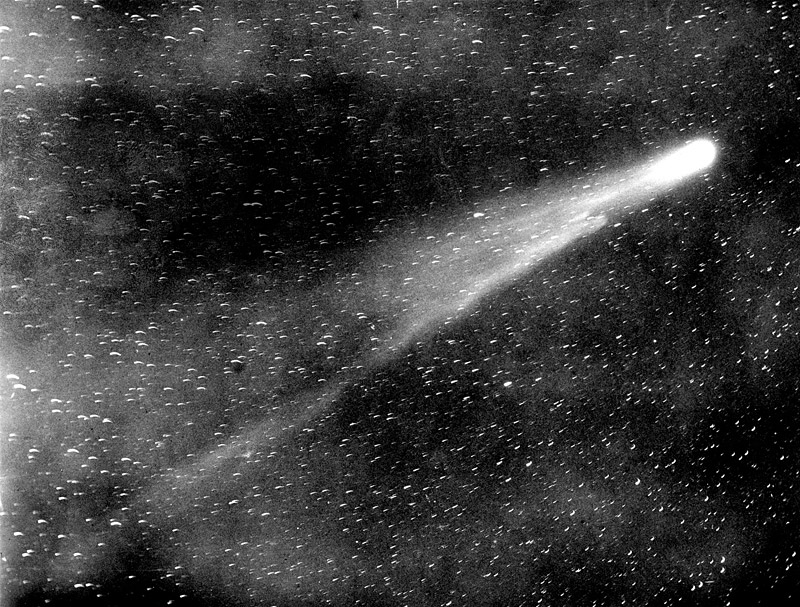
Комета Галлея

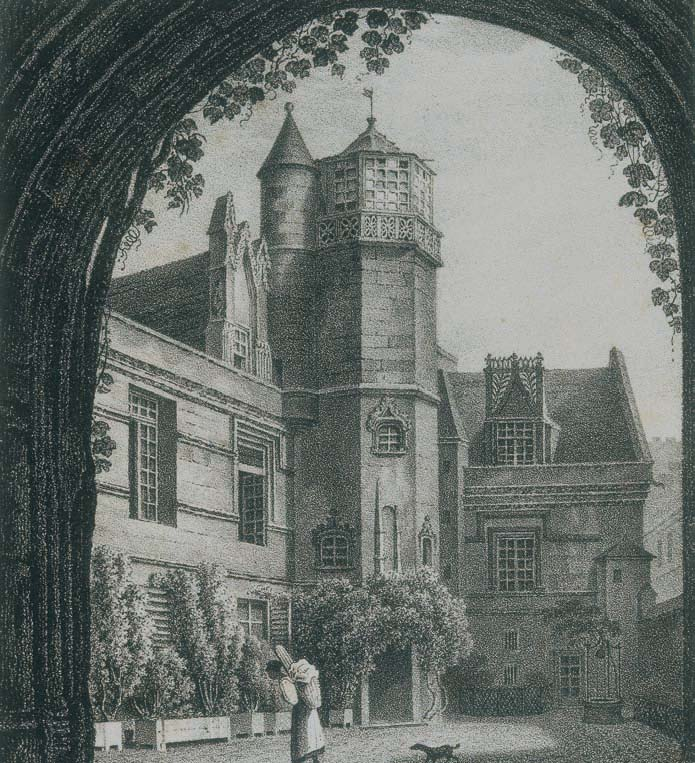
Музей Клюні

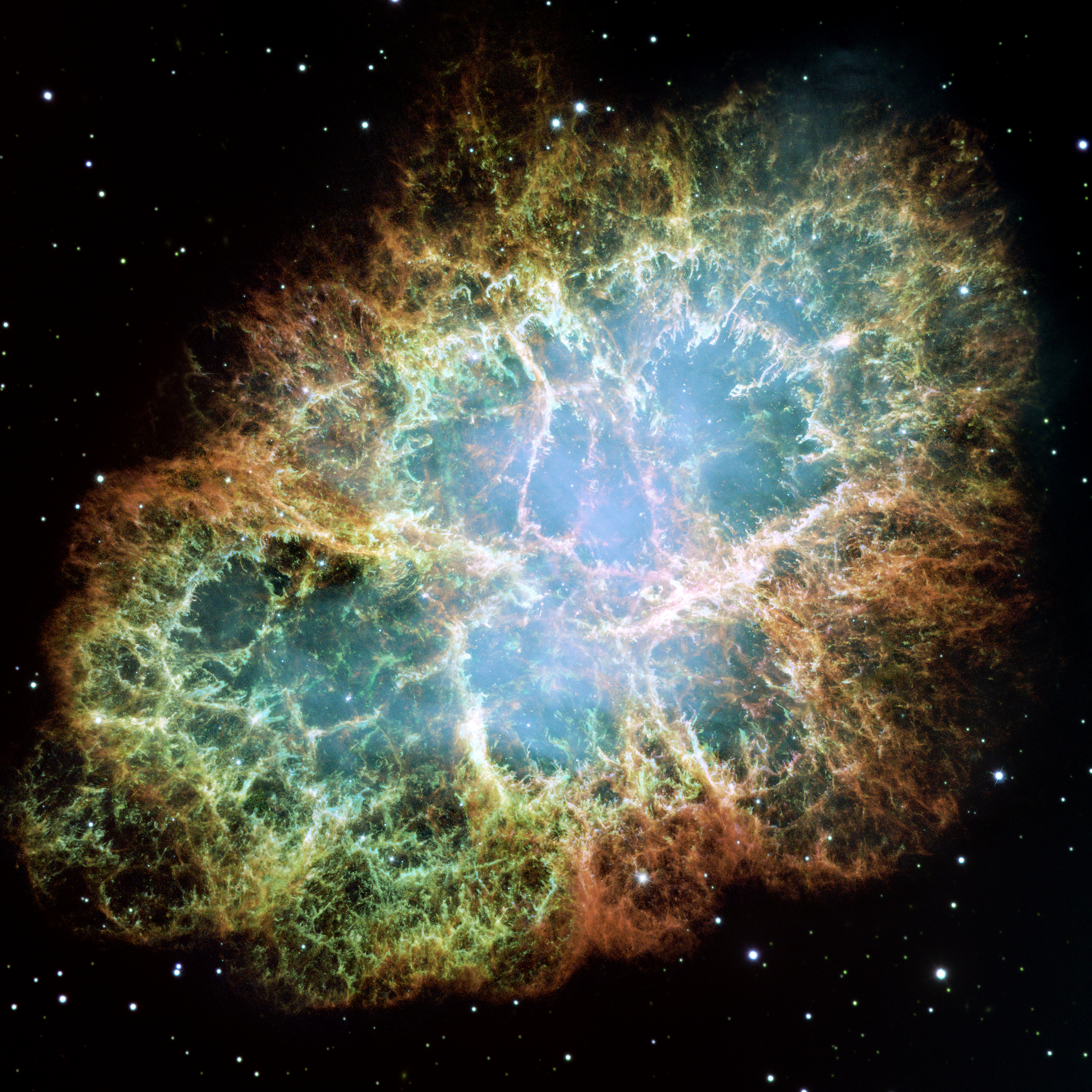
Об'єкт M1: Крабоподібна туманність

Обсерваторія військово-морського флоту являла собою невелику установу, яка знаходилася осторонь основних подій в астрономічному співтоваристві Франції. Її засновником був  Жозеф Нікола Деліль (1688—1768), викладач математики і астрономії в Королівському коледжі Парижа. Обсерваторія розташовувалася у вежі  маєтку Клюні, що належав військовому флоту Франції, напроти Королівського коледжу .
Мессьє був добре прийнятий сім'єю Деліль. Лібур, асистент Деліля, навчив Мессьє основам астрономічної науки і доручив йому виготовлення рукописних копій карт та ведення журналу спостережень .
Перший астрономічний осяг Мессьє було пов'язаний із кометою Галлея. Шарлю була доручена перевірка обчислень орбіти цієї комети, зробленої Делілем. З 1758 він займався пошуками, які увінчалися успіхом 21 січня 1759 року. Однак Мессьє був не першим астрономом, який побачив комету: 25 грудня 1758 її виявив  Йоганн Георг Паліч, астроном-аматор з Дрездена. Комета була виявлена не там, де передбачав Деліль, внаслідок чого Мессьє продовжував пошуки ще три місяці після відкриття, поки помилка його наставника не стала очевидною. Мессьє опублікував свої спостереження, проте тривалість затримки змусила інших астрономів засумніватися в незалежності відкриття, і ця робота визнання астрономічного співтовариства не дістала, що виявилося для Мессьє великим розчаруванням.
Проте в ході пошуків комети відбулася інша важлива подія. У серпні 1758 року, спостерігаючи комету C/1758 K1, відкриту де ла Ню, Мессьє виявив туманність, яку спочатку прийняв за комету. Однак після того, як виявилася відсутність у неї власного руху, стало ясно, що відкритий об'єкт не є кометою. Мессьє вирішив скласти перелік подібних об'єктів, що заважали йому в «полюванні за кометами». 12 вересня 1758 року він заніс цей об'єкт у перелік під номером 1. Так був започаткований каталог Мессьє.

### 1759—1770. Ловець комет

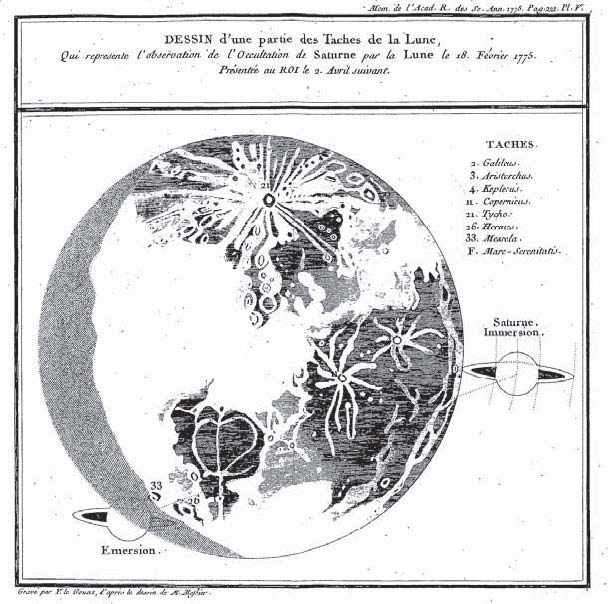
Покриття Сатурна Місяцем 18 лютого 1775 року. Замальовка Мессьє.

Попри першу невдачу, спостереження комет стало справжньою пристрастю Шарля Мессьє. У період з 1758 по 1804 він присвятив цьому заняттю більше 1100 ночей . По суті, він став першим відомим історії «мисливцем за кометами», володіючи багатьма рисами, типовими для його послідовників: старанністю і ентузіазмом, які знаходять вираження в невпинному пошуку нових комет, що дає результат навіть на нескладному обладнанні. Всього Мессьє спостерігав 44 комети, з яких 15 були відкриті ним одноосібно; ще 5 комет були виявлені ним одночасно з іншими спостерігачами .
Мессьє не просто відкривав нові комети: він займався їхнім систематичним вивченням, приділяючи кожній з них тривалу увагу. Зроблені ним виміри положення комет на небесній сфері дозволяли обчислити їх орбіти. Цим займався друг Мессьє, Жан де Сарон. Обчислення Сарона були вкрай важливі для роботи Мессьє: саме завдяки їм він міг знову знайти раніше відкриту комету.
26 січня 1760 року Мессьє відкрив першу комету, названу його ім'ям. За цим слідувала довга низка успіхів: усі 8 комет, що спостерігалися астрономами в період з 1763 по 1771 і були відкриті саме Мессьє .
Мессьє здійснював також інші спостереження: з 1752 по 1770 він спостерігав 93 покриття зір Місяцем, 400 затемнень  супутників Юпітера, 5  сонячних затемнень, 9  місячних затемнень, виміряв місце розташування 400 зірок. Крім того, він спостерігав чотири проходження Меркурія по диску Сонця  і два  проходження Венери; також він брав участь у перевірці астрономічних годин на узбережжі  Нідерландів  і  Бельгії .
Незабаром до Мессьє прийшло визнання наукової спільноти. У 1764 він був обраний членом наукових академій Англії і Голландії . Відкрита ним у 1769 році велика комета здобула йому визнання широкої публіки у Франції. Кометою зацікавився навіть король Франції Людовик XV, що отримав карту з зазначеним положенням комети, намальовану самим першовідкривачем . Від Людовіка XV Мессьє отримав своє відоме прізвисько le furet des comètes (буквально «кометний тхір», на українську мову зазвичай перекладається як «ловець комет» ), бо він настільки добре «розоряв гнізда комет», що ні одна комета за багато років не «вилупилася з яйця», не будучи вже відкритої Мессьє .
У 1770, через два тижні після відкриття чергової комети (в даний час зазвичай званої  кометою Лекселя на прізвище астронома, який обчислив її орбіту), Мессьє був прийнятий у  французьку Академію наук, а потім і в інші зарубіжні наукові товариства . У 1771у він також отримав титул «Військово-морський астроном», що раніше належав Делілю .

### 1770—1789. Злети та падіння

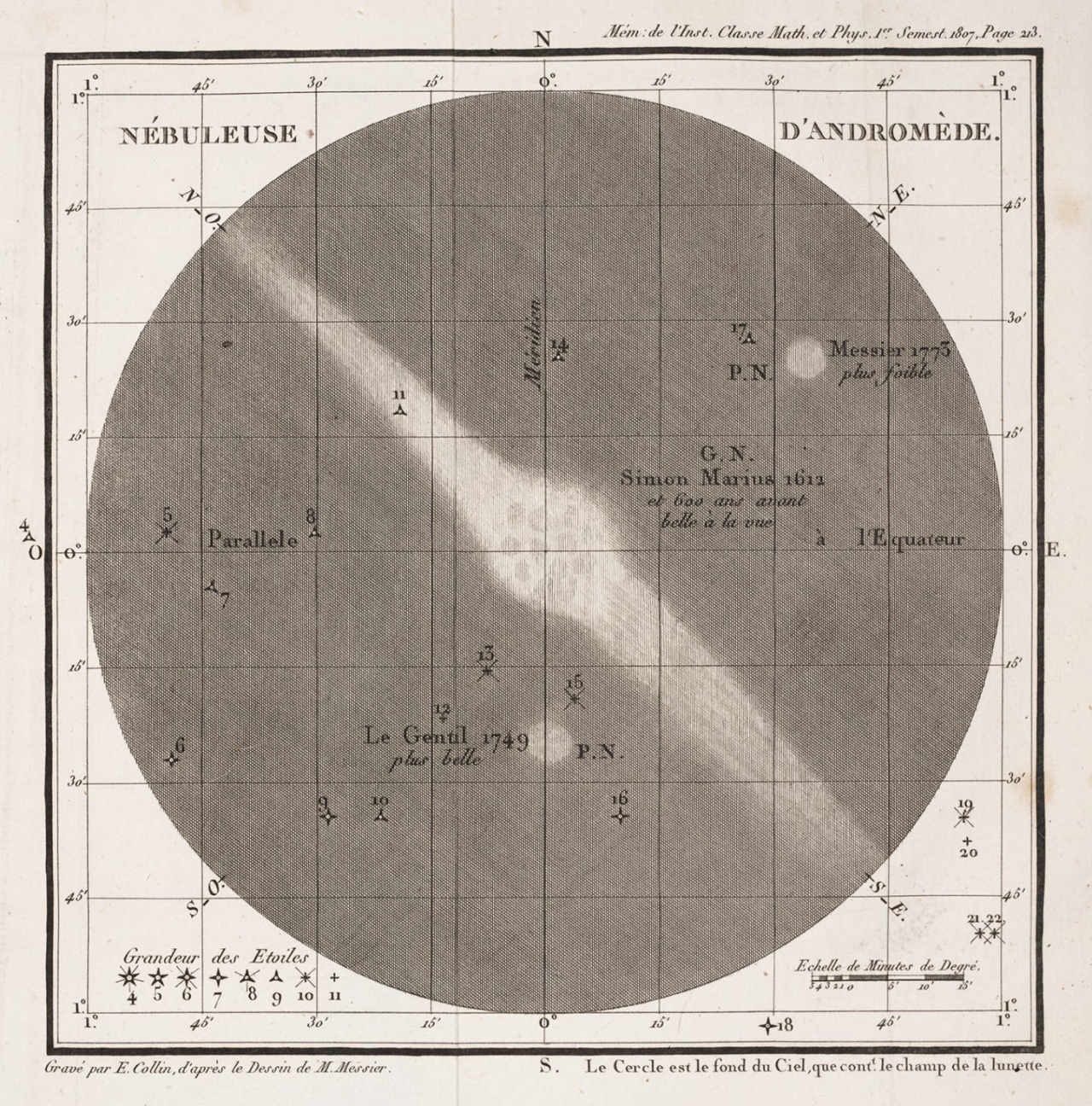
Об'єкт M31, туманність Андромеди. Малюнок Ш. Мессьє. 1807

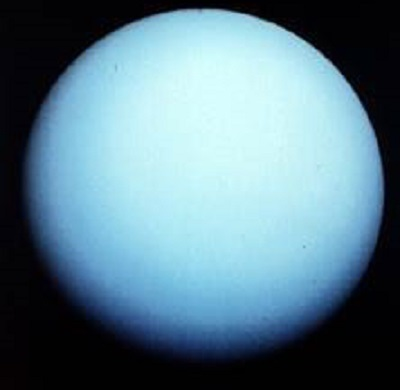
Уран.

26 листопада 1770 року Мессьє одружився з Марі-Мадлен Дордоло де Вермошан, з якою був знайомий п'ятнадцять років. Шлюб благородної дами і буржуа був вельми нетиповий для того часу, його зробили можливим лише великі наукові успіхи Мессьє .
У 1771у Мессьє відкрив дві нові комети і завершив складання першої редакції свого  каталогу, що включає 45 об'єктів . 15 березня 1772 року у Мессьє народився син, Антуан-Шарль Мессьє. Однак Мессьє чекав серйозний удар: 22 березня 1772 від пологової гарячки померла його дружина, а 26 березня помер і його син .
Попри удари долі, Мессьє продовжував інтенсивно працювати. У день смерті сина він почав спостереження за новою кометою, відкритої  Монтенем, а в серпні 1772 здійснив поїздку в Зальм, де також продовжував напружену роботу . Зустріч з родиною допомогла повернути якийсь порядок у особисте життя Мессьє: при поверненні в Париж його супроводжували Жозеф-Гіацинт, його племінник, та Барбе, його сестра .
Мессьє продовжував спостереження і в 1780 році опублікував другу редакцію каталогу туманностей, що включала вже 68 об'єктів . Каталог продовжував поповнюватися, попри те, що в нього включалися лише об'єкти, які випадково потрапляли в поле зору в Мессьє в процесі «полювання за кометами». Третя редакція каталогу, в якій містилися описи 103 об'єктів, вийшла 1781 року. Багато хто з включених до неї об'єктів були відкриті не самим Мессьє, а його новим співробітником  П'єром Мешаном. Третя редакція каталогу стала останньою .
Мессьє був одним з перших астрономів, що спостерігали планету  Уран. Саме до Мессьє звернувся її першовідкривач  Гершель з проханням перевірити, чи не є побачений їм об'єкт новою  кометою. Вимірювання Мессьє та обчислення Сарону дозволили визначити орбіту цього об'єкта, який виявився раніше невідомої  планетою .
Незабаром Гершель перейняв у Мессьє естафету першовідкривача нових туманностей: використання досконалішої, ніж у Мессьє, апаратури і систематичні пошуки дозволили йому відкрити понад 2000 таких об'єктів .
6 листопада 1781 року трагічна випадковість змусила Мессьє зробити тривалу перерву в роботі. Під час прогулянки в  парку Монсо він вирішив оглянути вхід в підвал будівлі, послизнувся і впав з висоти восьми метрів, зламавши стегно, плече, два ребра, зап'ястя і втративши багато крові. Відновлення після травми було вкрай важким. Нога неправильно зрослася, і її довелося ламати знову. Лише через рік Мессьє зміг розпочати спостереження (12 листопада 1782 року він спостерігав проходження Меркурія по диску Сонця); до кінця життя він кульгав. Гершель зазначав, що Мессьє так і не вдалося повністю відновитися після цього нещасного випадку .

### 1789—1804.Велика французька революція.

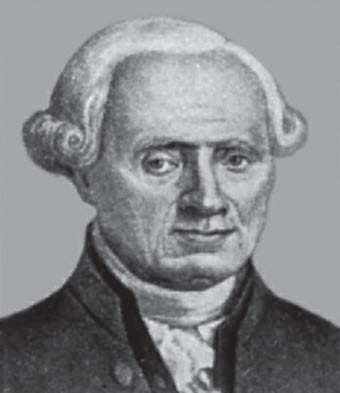
Портрет Мессьє у віці 71 року

14 липня 1789 року повсталий народ  узяв штурмом в'язницю Парижа —  Бастилію. За падінням тюремних стін було падіння усталеного порядку життя — в тому числі і для Мессьє. Розвал військово-морського флоту зумовив припинення фінансування його обсерваторії. Мессьє допомагала продовжувати спостереження лише підтримка його колеги  Лаланда, що став директором установи, яка раніше було  Королівською обсерваторією Парижа .
Потім пішли й інші удари: у 1793 році були розпущені всі академії, а 20 квітня 1794 року був страчений де Сарон, який до останнього моменту займався обчисленням орбіт комет, відкритих Мессьє. Анексія Зальма поставила в скрутне становище сім'ю Мессьє, що знаходилася в тісній залежності від місцевого дворянства .
Термідоріанський переворот і закінчення революційного терору принесли якійсь спокій в життя Мессьє. 1795 року він увійшов до числа членів новоствореного  Національного інституту науки і мистецтв, а в 1796 увійшов до числа астрономів Бюро довгот . 1806 року Наполеон завітав Мессьє Орден Почесного легіону (зраділий нагородою, старий вчений неабияк зіпсував свою репутацію, заявивши про те, що велика комета 1769 сповістила народження майбутнього імператора Франції) .
У 1801 році, у віці 71 років, Мессьє відкрив свою останню комету . Останнє спостереження було зроблено ним в 1807, після чого його здоров'я почало швидко гіршати. З 1808 року, через погіршання зору він не міг вже читати і писати, а в 1812у його паралізувало на одну сторону .
Мессьє помер 11 квітня 1817 року у віці 86 років. Він був похований на кладовищі Пер-Лашез. У похоронній промові  Деламбр, секретар відтвореної Королівської академії наук сказав наступне :
|  | Він не написав жодної книжки, жодного трактату, загального або приватного, але його спостереження ще довгий час будуть залишатися в скарбниці Академії. Його знаменитий колега Лаланд створив на його честь сузір'я, єдине, що носить ім'я астронома. Воно буде зберігати пам'ять про нього, але ім'я його навічно залишиться в науці незалежно від цього дружнього вшанування: воно залишиться вписаним в каталозі комет, куди воно входить настільки ж часто, наскільки й обґрунтовано. |

## Сузір'я «Зберігач Врожаю»

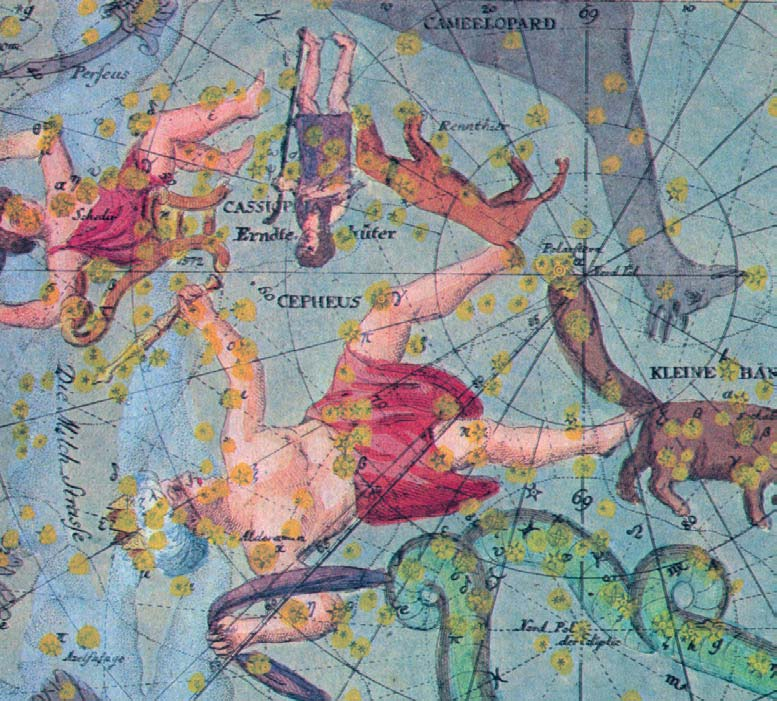
Сузір'я «Зберігач врожаю» (на спині у Жирафи, поруч з Північним Оленем)

На честь Мессьє в 1775 році астроном  Лаланд запропонував сузір'я  Зберігач Врожаю (лат. Custos Messium), яке в наш час[коли?] скасоване.
У своїй присвяті Лаланд зазначав: «Це назва завжди буде нагадувати астрономам майбутнього про мужність і старанності нашого працьовитого спостерігача Мессьє, який з 1757 року, схоже, зайнятий однією справою: патрулюванням неба в пошуках комет» .
На картах зоряного неба воно зображалося у вигляді сторожа, що наглядає за полем пшениці, і нерідко підписувалося французьким ім'ям «Мессьє». Воно знаходилося серед сузір'їв  Жирафа,  Кассіопея і  Цефей, близько також згодом скасованого сузір'я  Північний Олень.
Сам Мессьє вважав, що Лаланд вибрав цю область неба тому, що в ній була відкрита комета 1774 року. Ця комета була єдиною за 14 років, які пройшли після смерті дружини Мессьє, відкритою не Мессьє — що було досить великим ударом для нього.

## Комети, відкриті Мессьє
- C/1760 B1 (Messier)
- C/1763 S1 (Messier)
- C/1764 A1 (Messier)
- C/1766 E1 (Messier)
- C/1769 P1 (Messier)
- D/1770 L1 (Lexell)
- C/1771 G1 (Messier)
- C/1773 T1 (Messier)
- C/1780 U2 (Messier)
- C/1788 W1 (Messier)
- C/1793 S2 (Messier)
- C/1798 G1 (Messier)

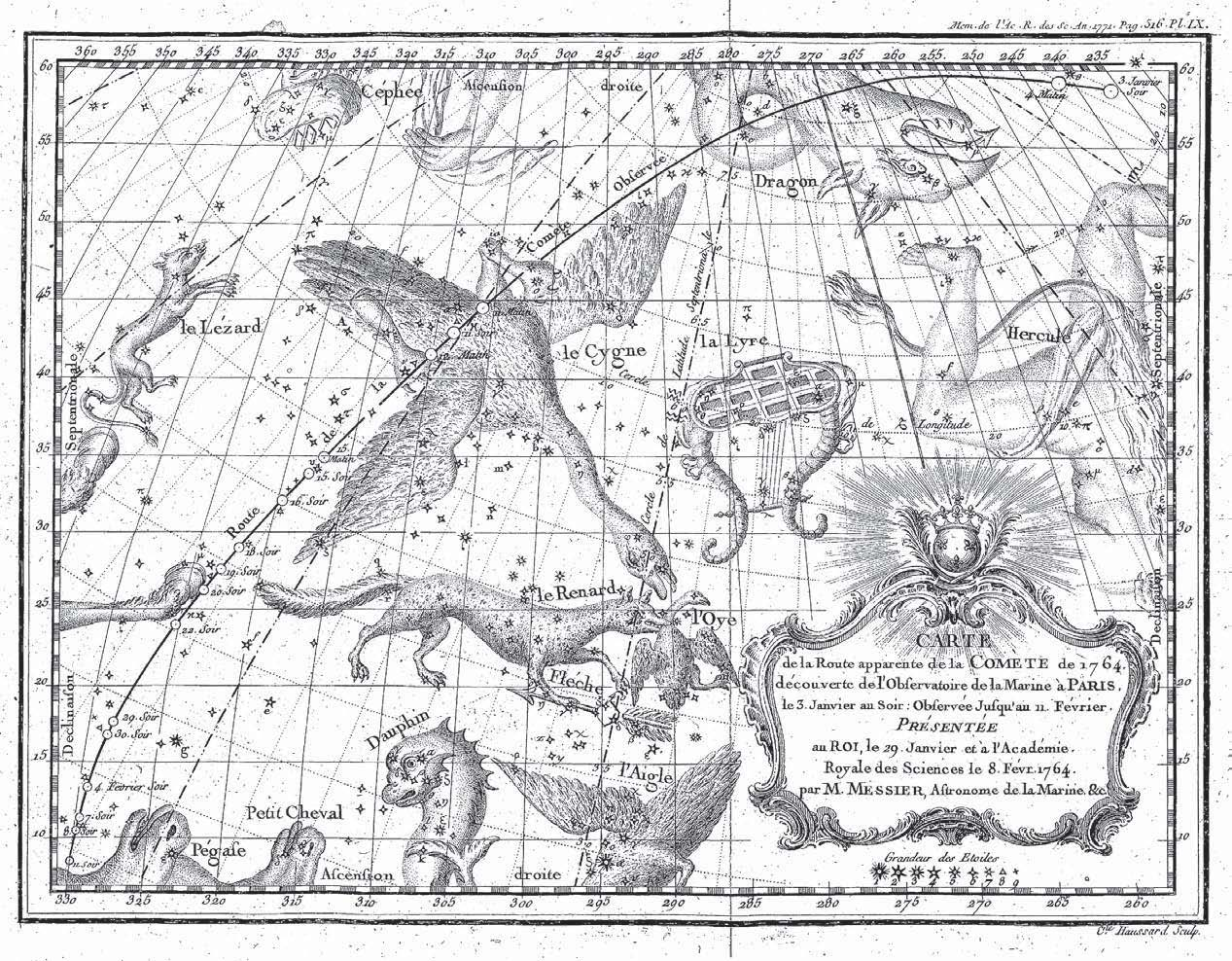
Намальована Мессьє карта зоряного неба з зазначеною на ній траєкторією руху відкритої ним комети 1764

- C/1785 A1 (Messier-Mechain) — спільно з  П. Мешаном